# 1812 km del Qatar
La 1812 km del Qatar è una gara endurance per auto sportive che si svolge sul Circuito di Lusail in Qatar. È stata il round d'apertura della stagione 2024 e della stagione 2025 del WEC.

## Contesto e storia
Il 12 dicembre del 2022 è stato annunciato che il Circuito di Lusail avrebbe ospitato il Campionato del mondo endurance. Il circuito del Qatar ha siglato un contratto per sei anni ed è stata la corsa d'apertura e il prologo della stagione 2024.
Inizialmente la corsa di durata è stata annunciata come 6 Ore del Qatar, ma in vista della 24 Ore di Le Mans del 2023, viene cambiata la nomenclatura in 1812 km del Qatar con un limite di tempo di 10 ore. La scelta del nome deriva dalla data della Giornata nazionale del Qatar, il 18 dicembre (18-12).
Il 15 febbraio 2024 è stato annunciato che Qatar Airways sarebbe stato sponsor principale della gara.
Il 2 marzo 2024 si è tenuta l'edizione inaugurale della 1812 km del Qatar, vinta dalla Porsche Penske Motorpost con i piloti Kévin Estre, André Lotterer e Laurens Vanthoor.
Il 28 febbraio 2025 si è disputata la sua seconda edizione, vinta da Antonio Fuoco, Miguel Molina e Nicklas Nielsen su Ferrari 499P del team Ferrari AF Corse.

## Albo d'oro
| Anno | Vincitori                                   | Scuderia                  | Vettura      | Distanza/Durata      | Campionato                     | Resoconto |
| ---- | ------------------------------------------- | ------------------------- | ------------ | -------------------- | ------------------------------ | --------- |
| 2024 | Kévin Estre André Lotterer Laurens Vanthoor | Porsche Penske Motorsport | Porsche 963  | 1 814,75 km / 10 ore | Campionato del mondo endurance | Resoconto |
| 2025 | Antonio fuoco Miguel Molina Nicklas Nielsen | Ferrari AF corse          | Ferrari 499P | 1 722,64 km / 10 ore | Campionato del mondo endurance | Resoconto |